# Athlétic Club Amiens
Pour les articles homonymes, voir AC Amiens et Amiens (homonymie).
Ne doit pas être confondu avec Amiens Sporting Club.
Maillots
L'Athlétic Club Amiens, abrégé en AC Amiens, est un club de football français fondé en 1977 et situé à Amiens dans la Somme.
À l'origine simple club des quartiers nord, fondé sous le nom d'Athlétic Club Amiens-Nord, le club va accéder au niveau national sous l'influence des frères Hamdane, dont l'un devient président en 1998 et l'autre entraîneur en 2000. Le club monte pour la première fois en Division d'Honneur en 1999, puis en CFA 2 en 2004 et enfin en CFA en 2011, quatrième niveau du football français. Le club évolue dans les division nationales depuis 2006.
Le club a accédé trois fois aux 32e de finale de la Coupe de France, en 2013, 2014 et 2016, devenant ainsi le deuxième club de la ville à arriver à ce niveau après le club historique de la ville, l'Amiens Sporting Club.

## Historique

### Les débuts en championnat régional (1977-2004)
- 1977 : Fondation de l'Athlétic Club Amiens Football
- 1999 : Première montée en Division d'Honneur
- 2004 : Champion de Picardie et première montée en CFA 2 (5e niveau)
- 2011 : Première montée en CFA (4e niveau)
- 2013 : Premier 32e de finale de Coupe de France

L'Athlétic Club Amiens est créé en 1977 dans le quartier du Pigeonnier à Amiens Nord. Il prend alors part aux championnats du district de la Somme. Le club gravit ensuite les échelons du niveau départemental pour se retrouver au niveau régional. En 1998, Rachid Hamdane arrive à la présidence du club, puis à la fin de la saison 1998-1999, le club termine premier de son groupe de Promotion d'Honneur et accède ainsi à la Division d'Honneur, le plus haut niveau régional, pour la première fois de son histoire. Pour sa première saison à ce niveau, l'AC Amiens se retrouve avec l'équipe C de son voisin, l'Amiens SC. L'Amiens SC s'impose deux buts à un à domicile et les deux équipes font match nul deux buts partout sur le terrain de l'AC Amiens. Le club termine douzième sur quatorze équipes, soit premier relégable, à un seul point de l'AFC Compiègne et de l'US Ailly-sur-Somme et retourne donc en Promotion d'Honneur.
En juin 2000, Azouz Hamdane, le frère du président, devient l'entraîneur de l'équipe. Dans la foulée, les Amiénois remportent de nouveau leur groupe de Promotion d'Honneur et accèdent à la Division d'Honneur pour la saison 2001-2002. Ils parviennent cette fois à se maintenir en terminant quatrième, avec une victoire deux buts à zéro et une défaite deux buts à un contre l'équipe C de l'Amiens SC. La saison suivante, l'AC Amiens reste dans le haut du classement en finissant sixième. Finalement, le club décroche son accession en CFA 2, le dernier niveau national, à la fin de la saison 2003-2004 en terminant champion de Picardie avec treize points d'avance sur l'US Chantilly.

### Accession au niveau national (depuis 2004)
Lors de sa première saison au niveau national, l'AC Amiens se retrouve cette fois avec l'équipe B de l'Amiens SC. L'apprentissage est difficile pour le club, qui est relégué à la fin de la saison, malgré une victoire deux buts à zéro et un match nul un but partout contre son voisin. Immédiatement, l'AC Amiens remonte en CFA 2, et se maintient à ce niveau à la fin de la saison 2006-2007 en terminant septième de son groupe. Le club poursuit ses bonnes performances, manquant de peu la montée lors de la saison 2007-2008, finissant deuxième derrière Noisy-le-Sec OB93, seule la première place permettant l'accession. Finalement, le club décroche son accession en CFA à la fin de la saison 2010-2011.
L'AC Amiens se maintient en CFA pour sa première saison, et atteint ensuite lors de la saison 2012-2013 les 32e de finale de la Coupe de France pour la première fois de son histoire. L'AC Amiens rencontre le club de Ligue 1 de l'Évian Thonon Gaillard FC le 5 janvier 2013. Les Amiénois sont éliminés aux tirs au but après un match nul un but partout,. Le club réédite cette performance lors de l'édition suivante, en étant cette fois éliminé par le LOSC Lille, alors troisième de Ligue 1, sur le score de trois buts à un après avoir ouvert le score,,.
Lors de la saison 2016-2017, le club accède une nouvelle fois aux 32e de finale de la Coupe de France, où il est opposé au LOSC Lille défaite 1-0 et termine 12e de son groupe de CFA assurant le maintien.
Le club entame sa septième saison consécutive en National 2 (EX-CFA) lors de la saison 2017-2018.

## Identité du club

### Nom
Le club est fondé en 1977 sous le nom d'Athlétic Club Amiens-Nord, avec siège social rue du Docteur-Fafet dans les quartiers nord de la ville. En 1989, le siège social déménage rue du Cloître-de-la-Barge dans le centre-ville. En 2000, le club réemménage dans les quartiers nord au Pigeonnier et change de nom en simplement Athlétic Club Amiens.
Le club est affilié à la Fédération française de football depuis 1977 sous le numéro 30323.

### Logos

Ancien logo.
Logo de 2018 à 2019.
Logo depuis 2019.

## Résultats sportifs

### Palmarès
Le palmarès de l'AC Amiens se compose d'un seul titre au niveau régional, celui de champion de Picardie obtenu en 2004. Au niveau national, le club a remporté à une reprise son groupe de CFA 2, sans toutefois remporté la compétition.
| Compétitions nationales | Compétitions régionales                                                                                            |
| --- | --- |
| Championnats - Championnat de France D4 - Meilleure performance : 6e de groupe en 2016. - Championnat de France D5 - Vainqueur de groupe : 2011 Coupes - Coupe de France - Meilleure performance : 32emes de finale en 2013, 2014 et 2016 | Championnats - Division d'Honneur Picardie (1) - Champion : 2004 Coupes - Coupe de Picardie (1) - Vainqueur : 2007 |

### Bilan saison par saison
Le tableau suivant présente le bilan saison par saison de l'AC Amiens en championnats et en Coupe de France de football.
| Saison    | Championnat                      | Division | Clas. | Pts | J  | V  | N  | D  | Bp | Bc | Diff | Coupe de France |
| 1998-1999 | PH Picardie                      | 7        | 1     | -   | -  | -  | -  | -  | -  | -  | -    | -               |
| 1999-2000 | DH Picardie                      | 6        | 12    | 54  | 26 | 8  | 4  | 14 | 36 | 60 | -24  | -               |
| 2000-2001 | PH Picardie                      | 7        | 1     | -   | -  | -  | -  | -  | -  | -  | -    | -               |
| 2001-2002 | DH Picardie                      | 6        | 4     | 67  | 26 | 11 | 8  | 7  | 54 | 41 | +13  | 8e tour         |
| 2002-2003 | DH Picardie                      | 6        | 6     | 64  | 26 | 11 | 5  | 10 | 41 | 37 | +4   | -               |
| 2003-2004 | DH Picardie                      | 6        | 1     | 91  | 26 | 21 | 2  | 3  | 69 | 17 | +52  | -               |
| 2004-2005 | CFA 2 (gr. H)                    | 5        | 15    | 59  | 30 | 7  | 8  | 15 | 26 | 47 | -21  | -               |
| 2005-2006 | DH Picardie                      | 6        | 2     | 76  | 26 | 15 | 5  | 6  | 48 | 20 | +28  | 8e tour         |
| 2006-2007 | CFA 2 (gr. H)                    | 5        | 7     | 74  | 30 | 11 | 11 | 8  | 42 | 36 | +6   | 7e tour         |
| 2007-2008 | CFA 2 (gr. A)                    | 5        | 2     | 81  | 30 | 15 | 6  | 9  | 47 | 39 | +8   | -               |
| 2008-2009 | CFA 2 (gr. A)                    | 5        | 4     | 82  | 32 | 14 | 8  | 10 | 53 | 36 | +17  | 7e tour         |
| 2009-2010 | CFA 2 (gr. A)                    | 5        | 12    | 69  | 30 | 10 | 9  | 11 | 39 | 38 | +1   | 4e tour         |
| 2010-2011 | CFA 2 (gr. A)                    | 5        | 1     | 89  | 30 | 17 | 8  | 5  | 39 | 18 | +21  | 7e tour         |
| 2011-2012 | CFA (gr. A)                      | 4        | 8     | 84  | 34 | 14 | 8  | 12 | 41 | 40 | +1   | 7e tour         |
| 2012-2013 | CFA (gr. A)                      | 4        | 9     | 78  | 34 | 13 | 5  | 16 | 38 | 44 | -6   | 32e de finale   |
| 2013-2014 | CFA (gr. A)                      | 4        | 8     | 66  | 28 | 11 | 5  | 12 | 29 | 28 | +1   | 32e de finale   |
| 2014-2015 | CFA (gr. A)                      | 4        | 7     | 69  | 30 | 10 | 8  | 12 | 34 | 26 | +8   | 8e tour         |
| 2015-2016 | CFA (gr. A)                      | 4        | 6     | 70  | 30 | 12 | 4  | 14 | 35 | 34 | +1   | 32e de finale   |
| 2016-2017 | CFA (gr. B)                      | 4        | 12    | 33  | 30 | 9  | 6  | 15 | 30 | 40 | -10  | 5e tour         |
| 2017-2018 | National 2 (gr. C)               | 4        | 14    | 30  | 30 | 7  | 9  | 14 | 18 | 28 | -10  | 6e tour         |
| 2018-2019 | National 3 (gr. Hauts-de-France) | 5        | 3     | 47  | 26 | 13 | 8  | 5  | 34 | 20 | +14  | 5e tour         |
| 2019-2020 | National 3 (gr. Hauts-de-France) | 5        | 8     | 21  | 16 | 5  | 7  | 4  | 23 | 22 | +1   | 8e tour         |
| 2020-2021 | National 3 (gr. Hauts-de-France) | 5        | 14    | 0   | 6  | 0  | 0  | 6  | 4  | 12 | -8   | 8e tour         |
| 2021-2022 | National 3 (gr. Hauts-de-France) | 5        | 5     | 40  | 26 | 11 | 7  | 8  | 32 | 25 | +7   | 8e tour         |
| 2022-2023 | National 3 (gr. Hauts-de-France) | 5        | 12    | 19  | 26 | 6  | 1  | 19 | 30 | 52 | -22  | 4e tour         |
| 2023-2024 | Régional 1 - Hauts de France     | 6        | 9     | 16  | 20 | 4  | 4  | 12 | 27 | 51 | -24  | 4etour          |
| 2024-2025 | Régional 3 - Hauts de France     | 8        |       |     |    |    |    |    |    |    | -    | non inscrit     |

| Niveau IV    | CFA (1997-2017), National 2 (depuis 2017)   |
| Niveau V     | CFA 2 (1997-2017), National 3 (depuis 2017) |
| Niveau Ligue | Ligue régionale (depuis 1932)               |

### Bilan sportif
Le tableau suivant présente le bilan sportif de l'AC Amiens en championnats.
| Championnat              | Saisons | Titres | J   | V   | N  | D  | Bp  | Bc  | Diff |
| ------------------------ | ------- | ------ | --- | --- | -- | -- | --- | --- | ---- |
| Championnat de France D4 | 7       | 0      | 216 | 76  | 45 | 95 | 225 | 240 | -15  |
| Championnat de France D5 | 11      | 0      | 268 | 106 | 72 | 90 | 348 | 312 | +36  |

## Personnalités du club

### Présidents
| Nom            | Période     |
| -------------- | ----------- |
| Rachid Hamdane | depuis 1998 |

### Entraîneurs
| Nom           | Période     |
| ------------- | ----------- |
| Azouz Hamdane | depuis 2000 |